# Renesansna filozofija
Renesansa je period koji je bio u 15. i 16. stoljeću. To je bio prelazni period iz srednjeg u novi vijek. U renesansi se ruše okviri skolastike i izgrađuje se nova filozofska slika svijeta. Tada se rađa smisao za ljepotu prirode, a također se budi interes za čovjeka i znanost. U tom periodu društvene okolnosti su burne, ruši se feudalizam, a rađa se kapitalizam. 
Zemlja se prestaje smatrati središtem svemira i javljaju se ideje panteizma. Najočitije se to može isčitati iz radova filozofa Nikole Kuzanskog i Giordana Bruna. Giordano Bruno je zbog svojih uvjerenja spaljen na lomači nakon što je bio mučen sedam godina od strane inkvizicije.
To je i razdoblje novih otkrića- 1492. godine otkriva se "Novi Svijet", a nedugo potom Magellan putuje oko svijeta. Početke renesanse nalazimo u djelima Dante Alighieri su pisana na narodnom jeziku. 

## Relevantni članci
- Renesansa